# Fulmar południowy
Fulmar południowy (Fulmarus glacialoides) – gatunek morskiego ptaka z rodziny burzykowatych (Procellariidae), występujący na oceanach półkuli południowej. Nie jest zagrożony. Jest to gatunek monotypowy.
WyglądDługie skrzydła i krępy tułów. Dziób silny, w większości różowy, z czarnym końcem. Pióra białe z szarym odcieniem na potylicy, piersi i bokach. Kantar ciemniejszy. Płaszcz, kuper i ogon niebieskawoszare, podobnie jak wierzch skrzydeł. Tylna krawędź skrzydeł czarno obrzeżona. Na końcach lotek I rzędu czarne plamy różnej wielkości. Spód skrzydeł w większości biały.
RozmiaryDługość ciała 46–50 cm, rozpiętość skrzydeł 114–120 cm. Masa ciała: samce 720–1180 g, samice 720–1020 g.
Zasięg, środowiskoOceany półkuli południowej. Lęgi odbywa na wybrzeżach Antarktydy i otaczających ją wyspach takich jak Sandwich Południowy, Orkady Południowe, Szetlandy Południowe, Wyspa Bouveta czy Wyspa Piotra I. Podczas zimy występuje na wybrzeżach Ameryki Południowej (po środkowe Chile i południową Brazylię), osiąga też wybrzeża Południowej Afryki, Australii i Nowej Zelandii.

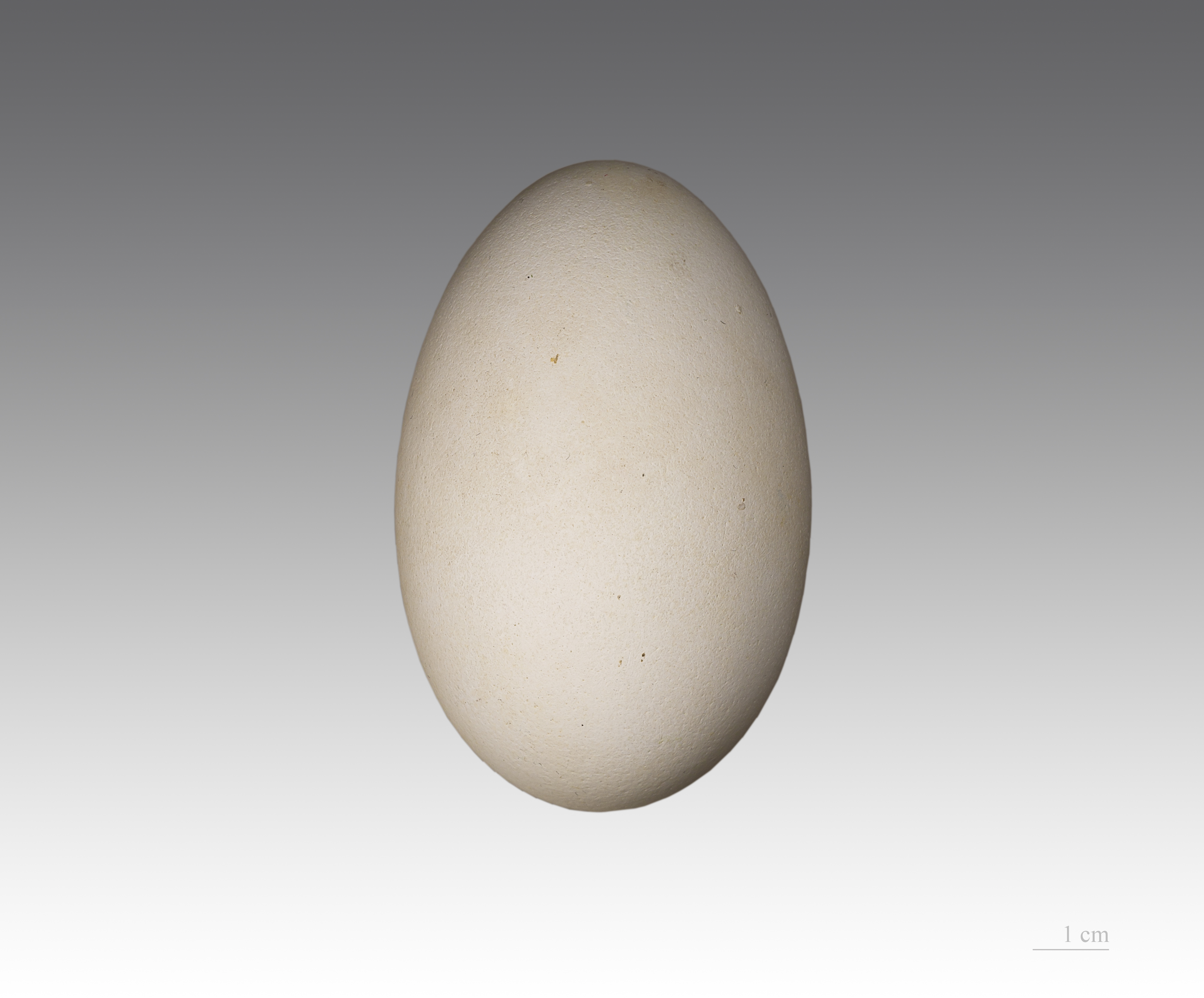
Jajo z kolekcji muzealnej

Ekologia i zachowanieWytrwale szybuje na usztywnionych skrzydłach. Często spotykany w stadach. Żywi się głównie skorupiakami, rybami i głowonogami. Większość ofiar chwyta z powierzchni wody. Towarzyszy trawlerom na oceanach i zjada też odpadki kuchenne ze statków. Sezon lęgowy rozpoczyna się w listopadzie. Gnieździ się kolonijnie na stromych skalistych zboczach i urwistych klifach, na osłoniętych półkach skalnych lub w szczelinach.
StatusIUCN uznaje fulmara południowego za gatunek najmniejszej troski (LC, Least Concern) nieprzerwanie od 1988 roku. W 2004 roku szacowano liczebność światowej populacji na około 4 miliony osobników. Trend liczebności populacji uznawany jest za stabilny.